# Per Johansson
Per Johansson (Borlänge, Suècia, 1963) és un nedador suec, ja retirat, guanyador de tres medalles olímpiques.

## Biografia
Va néixer el 25 de gener de 1963 a la ciutat de Borlänge, població situada al comtat de Dalarna.

## Carrera esportiva
Va participar, als 17 anys, en els Jocs Olímpics d'Estiu de 1980 realitzats a Moscou (Unió Soviètica), on va aconseguir guanyar la medalla de bronze en la prova dels 100 metres lliures en uns jocs marcats per l'absència dels nedadors nord-americans a causa del boicot polític organitzat. En els Jocs Olímpics d'Estiu de 1984 realitzats a Los Angeles (Estats Units) va aconseguir guanyar dues noves medalles de bronze en els 100 metres lliures i en els relleus 4x100 metres lliures, finalitzant així mateix en cinquena posició en la prova de relleus 4x100 metres estils, aconseguint així un diploma olímpic. En els Jocs Olímpics d'Estiu de 1988 celebrats a Seül (Corea del Sud) finalitzà cinquè en els relleus 4x100 m. lliures, setè en els 100 m. lliures i desè en els 50 m. lliures.
Al llarg de la seva carrera ha guanyat 2 medalles de bronze en el Campionat del Món de natació i 7 medalles en el Campionat d'Europa de natació, entre elles dues medalles d'or.